# Sakolá
Sakolá es una localidad, comisaría del municipio de Motul en el estado de Yucatán localizado en el sureste de México.

## Toponimia
El nombre (Sakolá) proviene del idioma maya.

## Importancia histórica
Tuvo su esplendor durante la época del auge henequenero y emitió fichas de hacienda las cuales por su diseño son de interés para los numismáticos. Dichas fichas acreditan la hacienda como propiedad de Pascual Gamboa Rivero en 1910.

## Demografía
Según el censo de 2005 realizado por el INEGI, la población de la localidad era de 55 habitantes, de los cuales 26 eran hombres y 29 eran mujeres.
| 121                         | 88 | 68 | 41 | 71 | 49 | 71 | 38 | 52 | 65 | 62 | 55 |
| (Fuente: INEGI [Consultar]) |    |    |    |    |    |    |    |    |    |    |    |

## Galería

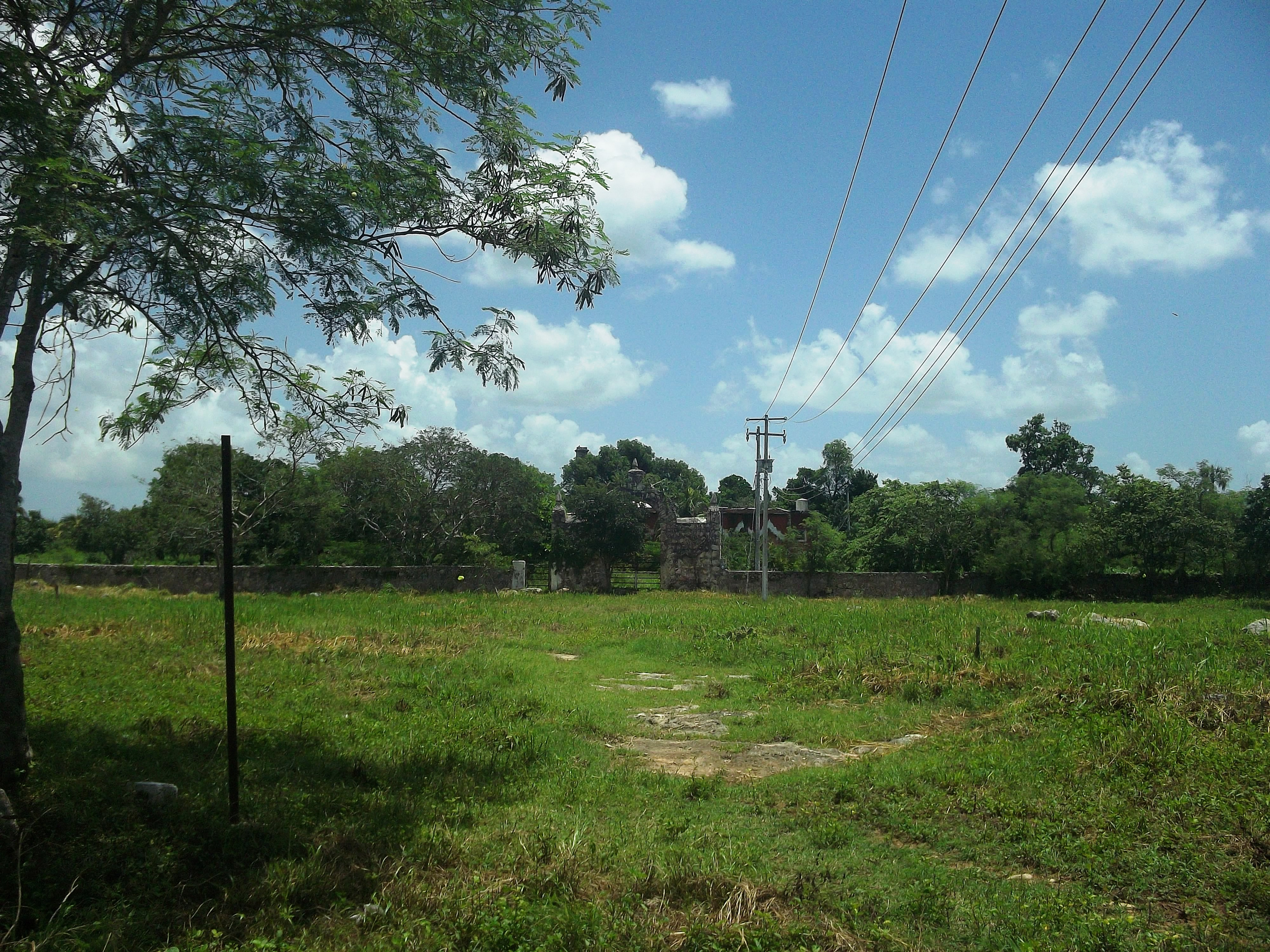
Vista de la hacienda de Sakolá.